# Fader, du som med ditt ord
Fader, du som med ditt ord är en psalm med text skriven 1986 av Birger Olsson och musik skriven 1871 av Fredric Lagergren.

## Publicerad i
- Psalmer och Sånger 1987 som nr 345 under rubriken "Fader, Son och Ande - Treenigheten".[1]